# Мужилово
Мужилово — деревня в составе Дмитриевского сельского поселения Галичского района Костромской области России.

## География
Недалеко от деревни находится исток реки Челсма.

## История
С деревней Мужилово связана история усадьбы, принадлежавшей Никите Ивановичу Рылееву. Он родился в этой усадьбе и ещё в малолетнем возрасте был зачислен на службу в лейб-гвардейский Преображенский полк. В 1780 году Рылеев дослужился до звания генерала и занимал пост обер-полицмейстера Санкт-Петербурга. После смерти Екатерины II, вступивший на престол Павел I уволил Рылеева. Он вернулся в свою усадьбу в Мужилове, где и скончался. Похоронен Н. И. Рылеев на кладбище погоста Ильи в местности Шарика.
Согласно «Спискам населённых мест Российской империи», изданным в 1877 году (по сведениям 1870—1872 годов), деревня относилась ко 2-му стану Галичского уезда Костромской губернии. В ней насчитывалось 23 двора, проживали 82 мужчины и 84 женщины.
По данным переписи населения 1897 года, в деревне проживало 193 человека (92 мужчины и 101 женщина).
В 1907 году, согласно «Списку населённых мест Костромской губернии» (издание 1908 года), деревня относилась к Рылеевской волости Галичского уезда. По сведениям волостного правления за 1907 год, в ней числился 41 крестьянский двор и 249 жителей. Основными занятиями жителей являлись малярный и плотницкий промыслы.
До муниципальной реформы 2010 года деревня входила в состав Красильниковского сельского поселения.

## Население
| 2008 | 2010 | 2012 | 2014 |
| ---- | ---- | ---- | ---- |
| 0    | →0   | →0   | →0   |